# Svetozar Čiplić
Svetozar Čiplić, cyr. Светозар Чиплић (ur. 21 kwietnia 1965 w Nowym Sadzie) – serbski polityk, prawnik i nauczyciel akademicki, od 2002 do 2007 sędzia Sądu Konstytucyjnego, w latach 2008–2011 minister ds. praw człowieka i mniejszości.

## Życiorys
Ukończył studia na wydziale prawa Uniwersytetu w Nowym Sadzie, na tej samej uczelni uzyskiwał magisterium i doktorat. Został nauczycielem akademickim na tym uniwersytecie jako wykładowca prawa konstytucyjnego.
Zaangażował się w działalność polityczną w ramach Partii Demokratycznej. W 2001 wszedł w skład władz miejskich w Nowym Sadzie, odpowiadając za administrację i legislację. Od 2002 do 2007 był sędzią Sądu Konstytucyjnego. Od lipca 2008 do marca 2011 sprawował urząd ministra do spraw praw człowieka i mniejszości w rządzie Mirka Cvetkovicia. W 2017 dołączył do Partii Ludowej Vuka Jeremicia.